# Robinson Chalapud
Chalapud  Gómez est un nom espagnol. Le premier nom de famille, en général paternel, est Chalapud ; le second, en général maternel, souvent omis, est Gómez.
Robinson Eduardo Chalapud Gómez, né le 8 mars 1984 à Ipiales (département de Nariño), est un coureur cycliste colombien, membre de l'équipe continentale Banco Guayaquil. Il est également propriétaire d'un magasin de cycles dans sa ville natale, La bicicletería de Chala,.
Sa plus grande victoire, il l'obtient début 2015 lorsqu'il devient champion de Colombie sur route.

## Repères biographiques
Il réside à Cali, mais reste licencié dans son département d'origine, le Nariño. Après cinq saisons chez Colombia es Pasión, il s'engage dans la nouvelle équipe continentale professionnelle colombienne, Colombia - Coldeportes, pour la saison 2012. Fort de son expérience de trois années, à disputer des épreuves européennes, il déclare avoir pour objectif de remporter sa première course en Europe.

### Saison 2016
Il commence l'année sans contrat et court avec son maillot de champion de Colombie 2015 (avec lequel il gagne la Clásica Virgen de la Purificación de Huaca en Équateur) ou celui de la ligue cycliste d'Antioquia aux championnats de Colombie. À cette occasion, il grimpe sur le podium de l'épreuve du contre-la-montre par équipes. Particulièrement motivé à l'idée de conserver son titre, il termine cinquième de la course en ligne. 
N'ayant toujours rien conclu avec la formation "Orgulla Paisa", à la mi-avril, lassé d'attendre, Robinson Chalapud négocie avec Víctor Hugo Peña pour intégrer la structure qu'il met en place. Dans le même temps, Chalapud dispute la Vuelta al Tolima avec l'équipe "Pijaos-Mundial de Tornillos-Formesan", pour acquérir le rythme de la compétition. Après quatre mois de tergiversations, l'équipe "Orgullo Paisa" décide de se concentrer sur les coureurs antioqueños et de ne pas conserver les "étrangers" comme Chalapud, issu du département de Nariño. Quelques jours plus tard, il signe avec la formation "Pijaos-Mundial de Tornillos-Formesan", « reconnaissant de lui avoir tendu la main dans ce moment difficile ». Peu en verve, il ne réussit pas à intégrer le Top ten du Tour de Colombie,.
Pour une période inférieure à un mois, il rejoint l'équipe continentale dominicaine "Inteja-MMR", avec laquelle il dispute deux épreuves en Europe, dont le Tour du Portugal. Il termine la saison nationale colombienne sous les couleurs de "Mundial de Tornillos-Pijaos-Super Tools". Avec lesquelles, il remporte une étape et le trophée du meilleur grimpeur de la Clásica de Girardot et de la Vuelta a Santander. Il finit également septième du Clásico RCN.

### Saison 2017
Fin octobre 2016, le premier gros transfert dans le cyclisme national colombien est l'oeuvre de l'équipe continentale GW Shimano - Chaoyang - Envía - Gatorade qui enrôle pour la nouvelle saison Robinson Chalapud.

### Saison 2021
Quinze ans après sa première participation, Robinson Chalapud remporte sa première victoire dans son Tour national, en glanant la 7e étape du Tour de Colombie 2021.

## Palmarès
| - 2003 - 3e étape de la Vuelta a Boyacá - 2008 - 1re étape de la Clásica Club Deportivo Boyacá - 4e étape de la Vuelta a Boyacá - Vuelta al Carchí - 2009 - 3e de la Clasica International de Tulcan - 2010 - 1re étape du Circuito de Combita - 2e étape de la Vuelta al Valle del Cauca - 2e étape de la Vuelta a Cundinamarca - 11e étape du Clásico RCN - 2e du Circuito de Combita - 2e de la Vuelta a Cundinamarca - 2011 - 2e étape du Circuito de Combita - 2e du Circuito de Combita - 5e du Tour de l'Ain - 2015 - Champion de Colombie sur route - 5e étape de la Vuelta al Valle del Cauca - 2e étape de la Vuelta a Boyacá - 2e de la Vuelta a Boyacá - 3e de la Joe Martin Stage Race - 2016 - 2e étape de la Clásica de Girardot - 2e de la Clásica de Girardot - 2017 - Clásica de Fusagasugá : - Classement général - 1re (contre-la-montre) et 2e étapes - 5e étape de la Vuelta al Valle del Cauca | - 2018 - Clásica de Rionegro : - Classement général - 2e étape - 7e étape du Tour de l'Équateur - 2019 - Vuelta a la Independencia Nacional : - Classement général - 1re étape - Tour du lac Qinghai : - Classement général - 1re étape (contre-la-montre par équipes) - 2021 - 7e étape du Tour de Colombie - Clásica de Rionegro - 2e étape de la Vuelta al Gran Santander - 2022 - 9e étape du Tour de Colombie - 1re et 5e étapes du Tour du Guatemala - Tour de l'Équateur : - Classement général - 3e étape - 2023 - Tour de l'Équateur : - Classement général - 2e étape - Vuelta a Nariño : - Classement général - 1re étape - 2024 - 5e étape du Tour de l'Équateur |

## Résultats sur les grands tours

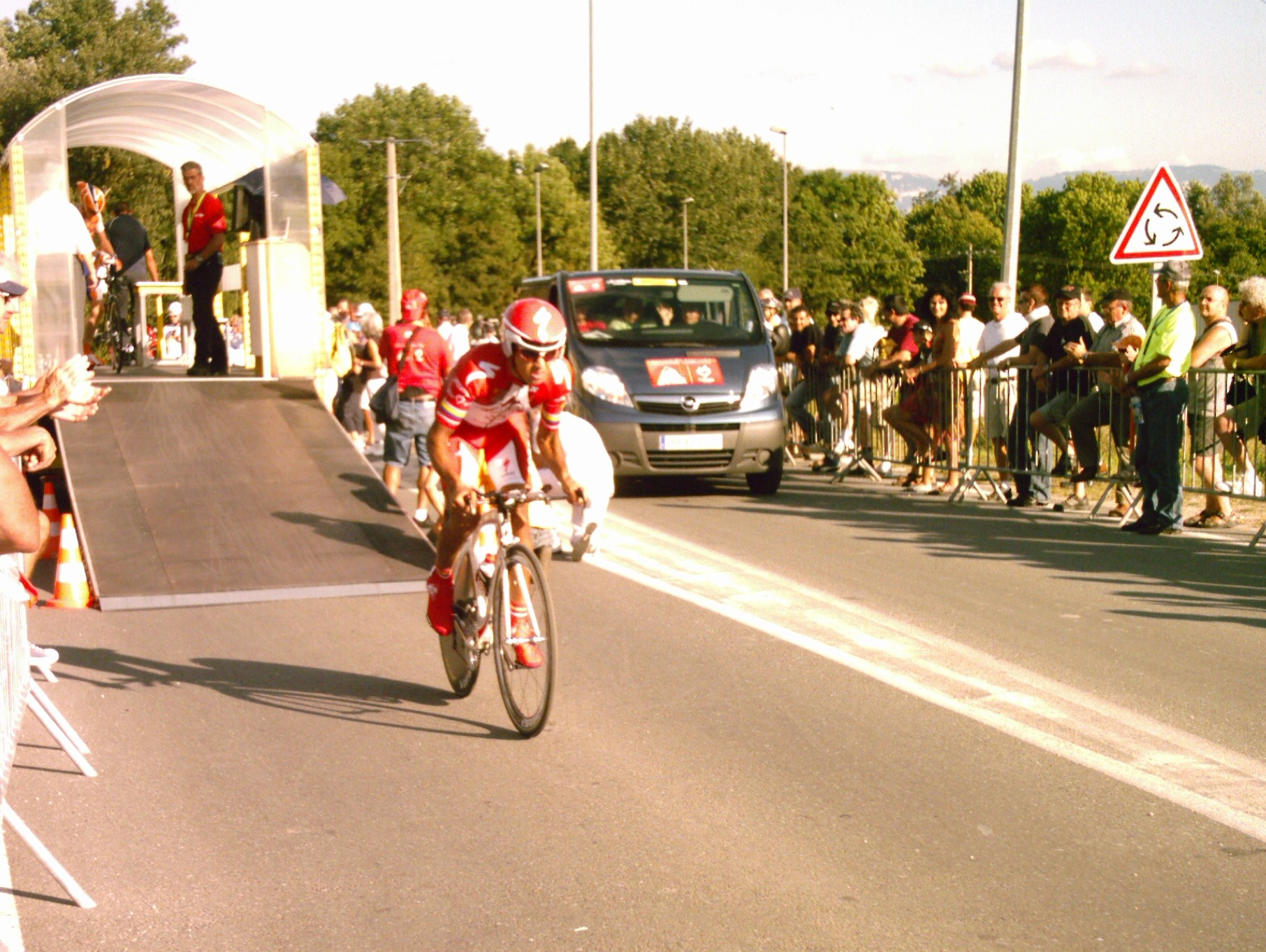
Robinson Chalapud au départ du contre-la-montre du Tour de l'Ain 2009.

### Tour d'Italie
2 participations
- 2013 : 94e
- 2014 : 75e

## Classements mondiaux
| Année                                 | 2009  | 2010  | 2011 | 2012 | 2013 | 2014 | 2015 | 2016  | 2017 | 2018  | 2019 | 2020 | 2021  | 2022  | 2023 | 2024  |
| ------------------------------------- | ----- | ----- | ---- | ---- | ---- | ---- | ---- | ----- | ---- | ----- | ---- | ---- | ----- | ----- | ---- | ----- |
| Classement mondial                    |       |       |      |      |      |      |      | 1416e | nc   | 1050e | 226e | nc   | 2040e | 1970e | 891e | 2400e |
| UCI Europe Tour                       | 1059e | 1002e | 277e | nc   | 995e | 763e | nc   | 1699e | nc   | 683e  |      |      |       |       |      |       |
| UCI America Tour                      | nc    | nc    | nc   | nc   | nc   | 427e | 30e  | 204e  | nc   | 432e  | 16e  | nc   | 339e  | 312e  | nc   | nc    |
|                                       |       |       |      |      |      |      |      |       |      |       |      |      |       |       |      |       |
| Légende : nc = non classéSource : UCI |       |       |      |      |      |      |      |       |      |       |      |      |       |       |      |       |